# 贾穆尔
贾穆尔（Jamul），是印度恰蒂斯加尔邦Durg县的一个城镇。总人口21633（2001年）。

## 人口
该地2001年总人口21633人，其中男性11230人，女性10403人；0—6岁人口3063人，其中男1529人，女1534人；识字率69.12%，其中男性为78.33%，女性为59.18%。